# Zatoka Wielorybia (Antarktyda)
Zatoka Wielorybia (ang. Bay of Whales) – zatoka w obrębie Lodowca Szelfowego Rossa na północ od Wyspy Roosevelta, u wybrzeży Antarktydy.

## Geografia
Zatoka ta stanowiła naturalne wcięcie w lodowcu szelfowym pokrywającym południową część Morza Rossa, utworzone wskutek nierównomiernego wzrostu lodowca. Była ona położonym najdalej na południe naturalnym portem na Ziemi (w miesiącach letnich). W 1934 roku ekspedycja Byrda odkryła, że leży ona na styku dwóch systemów lodowcowych, których ruch zaburza przeszkoda w postaci Wyspy Roosevelta. Ruch lodowca stale zmieniał kształt i rozmiary zatoki. W 1911 roku miała ponad 16 km szerokości, do lat 50. XX wieku stopniowo zwężała się, aż bariery lodowe z dwóch stron zderzyły się i oderwały od czoła lodowca. W 1987 roku od lodowca oderwała się góra lodowa B-9 o wymiarach 154×35 km i powierzchni 4750 km² (większa niż Majorka), całkowicie niszcząc Zatokę Wielorybią.

## Historia
Zatokę Wielorybią odkrył w 1842 roku brytyjski podróżnik James Clark Ross. Nazwę nadał jej 24 stycznia 1908 roku Ernest Shackleton, ze względu na wielką liczbę obserwowanych tam wielorybów. Zatoka umożliwiała względnie łatwy dostęp do kontynentu i była wykorzystywana przez wiele wypraw polarnych. W styczniu 1911 roku członkowie wyprawy pod dowództwem Roalda Amundsena założyli na niej bazę Framheim, z której wyruszyli na biegun południowy; w międzyczasie do zatoki dotarła także japońska ekspedycja pod przywództwem Nobu Shirase. Tutaj znajdowały się też kolejne bazy Little America, wykorzystywane m.in. przez ekspedycje pod przywództwem Richarda Byrda z lat 1928–1930 i 1933–1935.
W roku 2015 do końca Zatoki Wielorybów dotarła wyprawa „Śladami Ernesta Shackeltona” – jacht Selma Expeditions, którym dowodził kpt. Piotr Kuźniar, laureat żeglarskich nagród „Srebrny Sekstant” i „Rejs Roku 2015”. Załoga pobiła Światowy Rekord Guinnessa w kategorii „Nawigacja – najdalej na południe”.